# Брук. Легенда
«Брук. Вызов» (кат. Bruc. La llegenda, исп. Bruc, el desafío) — испанский приключенческо-исторический фильм режиссёра Даниэля Бенмайора, премьера которого состоялась 21 декабря 2010 года.

## Сюжет
6 июня 1808 года отряд наполеоновской армии потерпел сокрушительное поражение благодаря смекалке юного барабанщика, использовавшего эхо в горах таким образом, чтобы многократно усилить звук своего барабана и заставить врагов в панике обратиться в бегство. Юноша по прозвищу Брук становится героем в родном городке и врагом номер один французской армии. Отныне любого, кто пытается помочь юноше, ждет верная смерть. 
По личному приказу Наполеона гвардейцы капитана Алена Мараваля ночью являются в дом Брука, убивают его родителей, брата и уводят невесту. У юноши не остается другого выбора — он сам начинает искать встречи с врагами, чтобы отомстить за близких.

## В ролях
| Актёр                | Роль                   |
| -------------------- | ---------------------- |
| Хуан Хосе Бальеста   | Хуан, по прозвищу Брук |
| Венсан Перес         | капитан Эрик Мараваль  |
| Астрид Бержес-Фрисби | Глория                 |
| Санти Мильян         | Де ла Мата             |
| Николя Жиро          | Нуаль                  |
| Мусса Мааскри        | Аттаб                  |
| Жером Ле Баннер      | Баратон                |